# And I Will Kiss
«And I Will Kiss» (en español: Y te besaré) es una canción escrita por Rick Smith del grupo de música electrónica Underworld para Islas maravillosas, la ceremonia de apertura de los Juegos Olímpicos de Londres 2012. Además es la cuarta canción de la banda sonora oficial. El título hace referencia al discurso pronunciado por Calibán en la segunda escena del segundo acto de La tempestad de William Shakespeare:

I'll show thee every fertile inch o' the island; And I will kiss thy foot. I prithee, be my god.
Te enseñaré cada palmo fértil de la isla y te besaré los pies. Te lo ruego, sé mi dios.

La elección del título es una de las muchas referencias a La tempestad a lo largo de la ceremonia. La canción ambientó el acto conocido como Pandemonium, que representó la Revolución Industrial en Reino Unido.